# Amir Amini
Amir Amini (in persiano امیر امینی‎; Rey, 10 giugno 1984) è un ex cestista iraniano.

## Carriera
Con l'Iran ha disputato i Giochi olimpici di Pechino 2008 e tre edizioni dei Campionati asiatici (2005, 2007, 2009).